# 鬼火ロウドン
『鬼火ロウドン』（おにびロウドン、 'Blue Blazes' Rawden）は、 1918年のアメリカのサイレント映画で、ウィリアム・S・ハートが監督、主演である。 
この映画は保存されており、さまざまな視聴形式で視聴できる。

## ストーリー

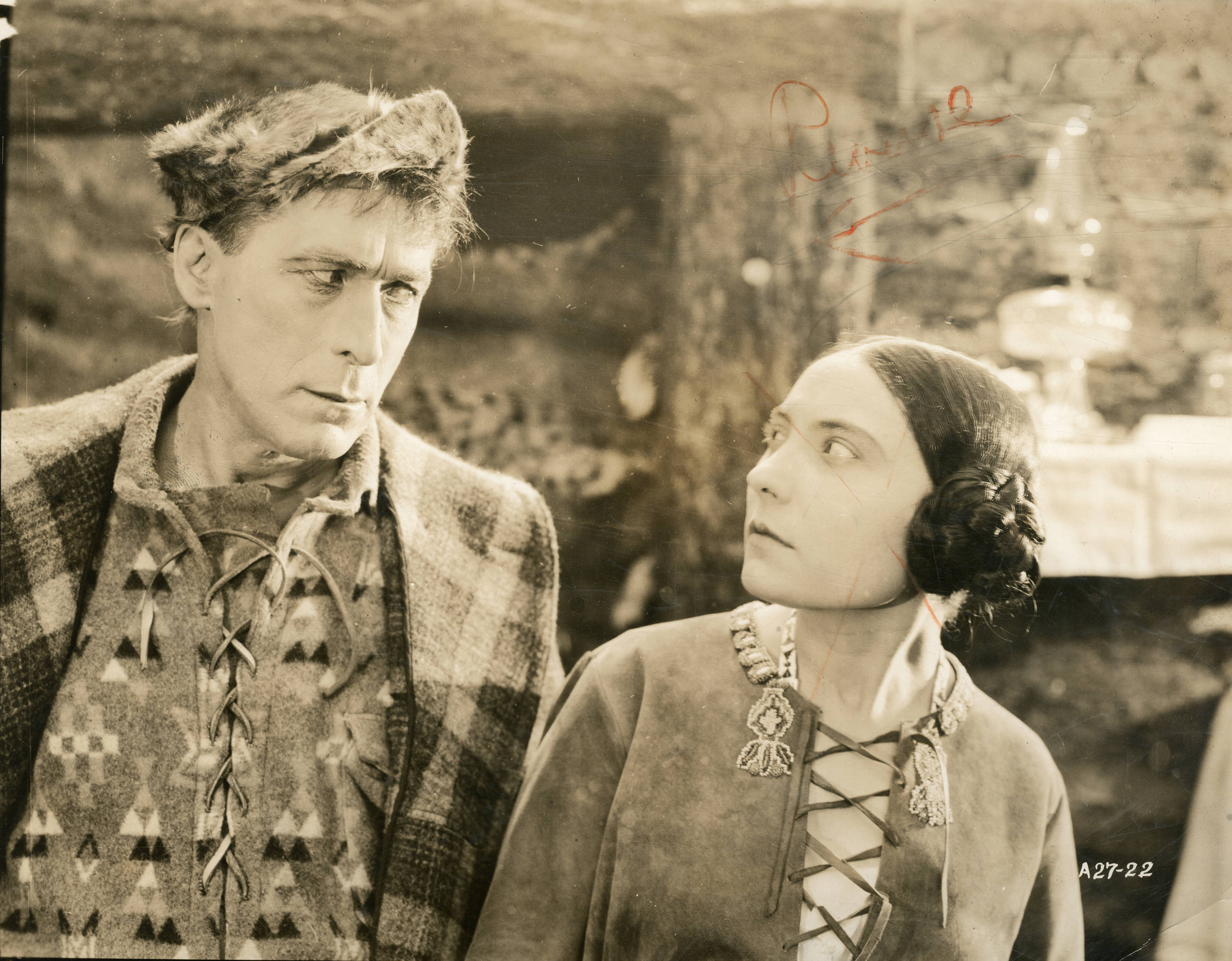
本編の1シーン

「青い炎」と呼ばれるロウドンは、「レディフィンガー」と呼ばれるヒルガードの酒場へ仕事帰りに飲みに行く。そこで彼は喧嘩を売ってきた無頼漢のジョーを返り討ちにしたところ、その場にいたレディフィンガーの愛人兼踊り子のバベットが一目惚れされる。
また、ヒルガードはロウドンとカードゲームで勝負をするも負けたため、店とバベットを賭けて暗室で拳銃で決闘することを申し出る。ヒルガードはロウドンの銃から弾丸を抜いたものの、臆病な性格の為、ロウドンを撃ち殺すことができず、逆にロウドンに撃たれて死ぬ。死の間際、ヒルガードはロウドンに自分の母と弟が訪ねて来るからよろしく頼むと言い残して息を引き取る。遺言通り、ロウドンは町を尋ねてきたヒルガードの母と弟・エリックの面倒を見るが、やがて心苦しくなり、町を去ることにする。バベットがロウドンに相手にされないことを怒って、エリックに事実を伝えた為、エリックは兄を殺された復讐の為に、ロウドンを撃つ。しかしロウドンは生き残り、縛り首にされそうなエリックを赦し、出ていくのであった。エリックは兄が酷いことをした行いを知ることになるのだが、その事実を母には伝えることはなかった。

## キャスト
- ブルー・ブレイズ・ロウデン - 木こり : ウィリアム・S・ハート
- バベット・デュフレーン - 酒場の踊り子、レディフィンガーの情婦 : モード・ジョージ
- ジョン・トレベラン・”レディフィンガー”・ヒルガード - ホテルと酒場のオーナー : ロバート・マッキム
- ヒルガード夫人 - レディフィンガーの母 : ガートルード・クレア
- エリック・ヒルガード - レディフィンガーの弟 : ロバート・ゴードン
- ジョー・ラ・バージ - 酒場で働く無頼漢 : ジャック・ホキシー

## スタッフ
- 監督 : ウィリアム・S・ハート
- 原作 : J・G・ホークス
- 撮影 : ジョセフ・H・オーガスト

## 製作
1917年には、既に世界的なスターとして当時、メアリー・ピックフォード、チャールズ・チャップリンに次いで高給取りとなっていたウィリアム・S・ハートは、ウイリアム・ハート・カンパニーを設立し、その年の暮れには主演作品を完成させている。本作は四作目で、(中略)ハートの発見者であるトマス・H・インスが、”監督の監督”という形でバックアップしている。こうしてハートの代表作として後世にまで記憶されることになった。

## 評価
フォトプレイ（1918年）の評論家は「ハートは私が今まで見た中で、彼の演技力の最高の披露をしている」と述べた。また、物語には「実際の結末はない」が、「人生の一場面のようなもので、生来凶暴で残忍なローデンが、強い決意で穏やかになった心の葛藤に面白さがある」と評した。
バラエティ（1918年）の評論家はハートを称賛し、「彼は映画界に入ることを考えるずっと前から優れた俳優だった。彼は今、もう1つの芸術的業績、つまり知的で慎重で骨の折れる監督としての業績を明らかにしている。長編映画の準備の細部は、その価値を高めるのに大いに役立っている」と述べた。
モーション・ピクチャー・マガジン（1918年）は、「運命や税金と同じくらい避けられないことが1つある。ウィリアム・S・ハートは、新しい映画のキャリアを始めるたびに悪人としてスタートし、完全に改心して終わる。過剰な税金のように、過剰な改心だ」と述べた。